# 에미레이트 스카이카고
에미레이트 스카이카고(영어: Emirates SkyCargo)은 에미레이트 그룹에 속한 아랍에미리트의 화물 항공사로 본사는 아랍에미리트 두바이에 위치해 있으며 허브 공항은 알막툼 국제공항이 있다.

## 역사

### 초기
에미레이트 스카이카고는 1985년 10월 동시에 설립된 에미레이트 항공이 상위 회사에서 별도 법인으로 운영이 시작되었다. 설립 초기 에미레이트 스카이카고는 화물 10,000톤 이상을 처리했다. 에미레이트 스카이카고는 에미레이트 항공에서 전체 화물 항공기를 임대뿐만 아니라 화물의 관리에 인계 등 에미레이트 소속의 여객기를 모두 보유하고 있다.
항공사는 1989년 첫 상을 받고 품질 주위를 맴도는 강한 브랜드로 성장했다. 이후 에미레이트 스카이카고는 100개 이상의 국제적으로 받은 상을 포함한 중동 최우수 화물 항공사로 20년 연속으로 상장을 받았다.

### 현대 역사
1993년 10월 3일 에미레이트 스카이카고는 에미레이트 항공에 의해 서비스 24개국에 미국에서 모든 화물 수송을 처리하는 EC 인터내셔널과 계약을 체결 하면서 인도, 유럽, 극동 지역에 확대했다.
새로운 두 개의 노선은 에미레이트 항공이 성장하기 시작했을 때 취항했다. 1997년 암스테르담에 취항 당시 에미레이트 스카이카고는 16%를 성장을 경험하고 에미레이트 그룹 매출에서 회계되었다.
2003년 5월 보잉 747-400F의 3대의 화물 항공기를 주문했다. 에미레이트 스카이카고는 화물 용량 110톤에서 120톤의 화물을 나르기 위해 보잉 747-200F에 해당하는 용량으로 두 대의 보잉 747-400F를 운항했다.
2004년 9월 요하네스버그와 라호르의 화물 서비스를 시작했다. 2005년 11월 에미레이트 항공에서 2007년 인도 예정 최초의 항공기로 8대의 보잉 777F 화물기를 두바이 에어쇼에서 발표했다. 2006년 7월 판보로우 에어쇼에서 에미레이트 항공은 보잉 747-8F 10대를 제너럴 일렉트릭에 33억 달러에 계약을 체결을 했으며 항공기는 GENX 터포펜 엔진을 적용했다.
2005년 에미레이트 스카이카고는 대한항공과 화물 코드 쉐어 계약을 체결 하면서 인도의 델리와 뭄바이를 취항했다.
2006년 3월 끝나는 에미레이트 항공의 회계 연도에 에미레이트 스카이카고는 10억 달러가 넘는 매출을 발표하고 100여만톤의 화물을 실었다. 그와 동시에 한 대의 보잉 747-400F과 세 대의 화물 항공기를 계약 했으며 4개의 화물칸을 포함한 에어버스 A310-300F가 인도했다. 같은 해 에미레이트 스카이카고는 에어버스 A310-300F로 바르셀로나에 화물 서비스를 시작했다.

### 현재 동향
2008년 에미레이트 스카이카고는 카고 메가 터미널을 이동 후 운영하기 시작 하면서 4만 3천 6백 제곱미터를 구축했다. 그와 동시에 연간 1,200,000 톤을 화물 용량 처리를 증가했다. 새로 추가된 카고 메카 터미널은 1,600,000톤의 DXB의 처리 용량을 증가시킨다.
2009년 3월 에미레이트 스카이카고는 8대 항공기에 자사의 총 선단을 거쳐 새로운 보잉 777F 화물 항공기를 인도했다. 회계 연도는 2008년과 2009년에 에미레이트 스카이카고는 화물 처리를 1,400,000톤 전년 대비 9.8%까지 증가 했으며 부서에서 2007년과 2008년에 AED6.7bn의 수익을 생산했다. 에미레이트 스카이카고는 19% 생성해 에미레이트 그룹의 AED982m의 순수익으로 날카로운 82%에 그친데 반해 AED 44.2bn는 9.9%의 총 수익을 증가했다. 2009년 에미레이트 스카이카고는 1,000명 이상의 직원을 고용하고 있다.

## 운항 노선
- 2015년 9월 기준으로 에미레이트 스카이카고는 다음과 같은 노선을 운항하고 있다.

## 보유 기종
- 2020년 6월 기준으로 에미레이트 스카이카고는 다음과 같은 기종을 보유하고 있다.[12][13]

## 사진

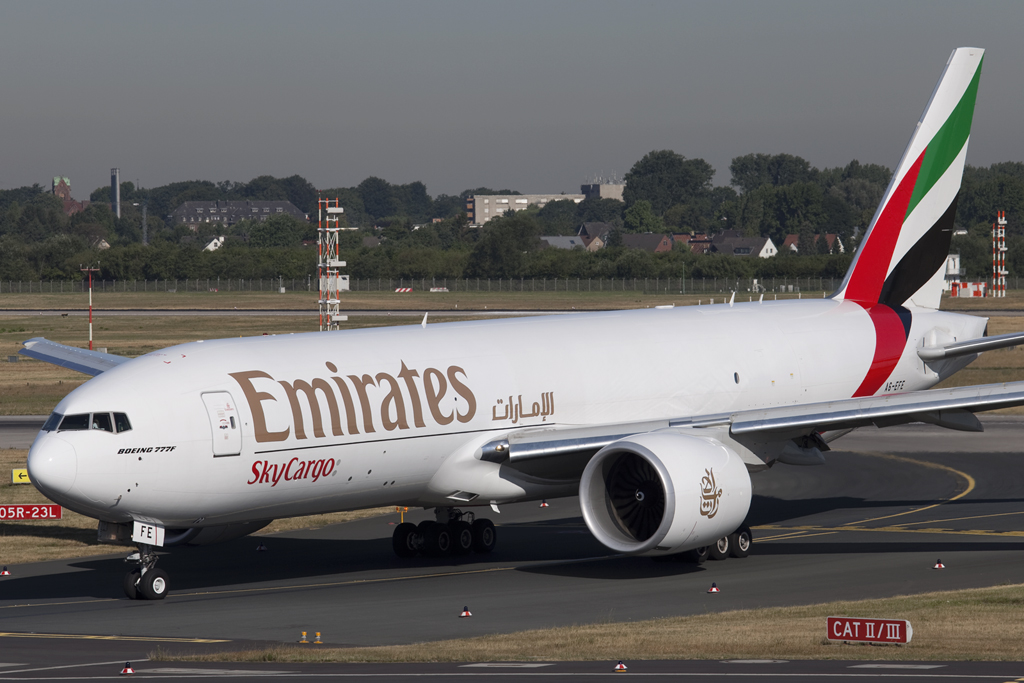
에미레이트 스카이카고의 보잉 777F
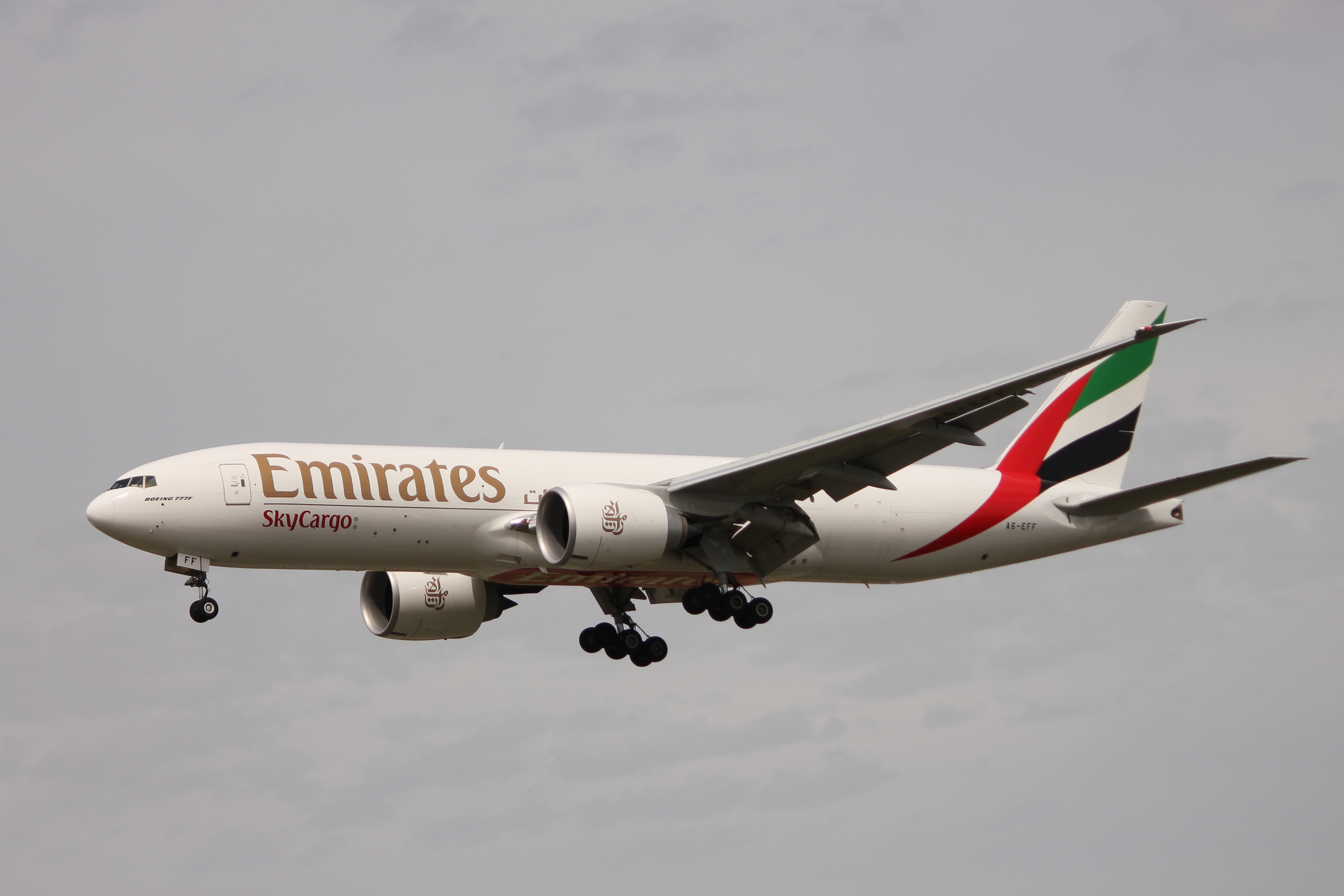
에미레이트 스카이카고의 보잉 777F
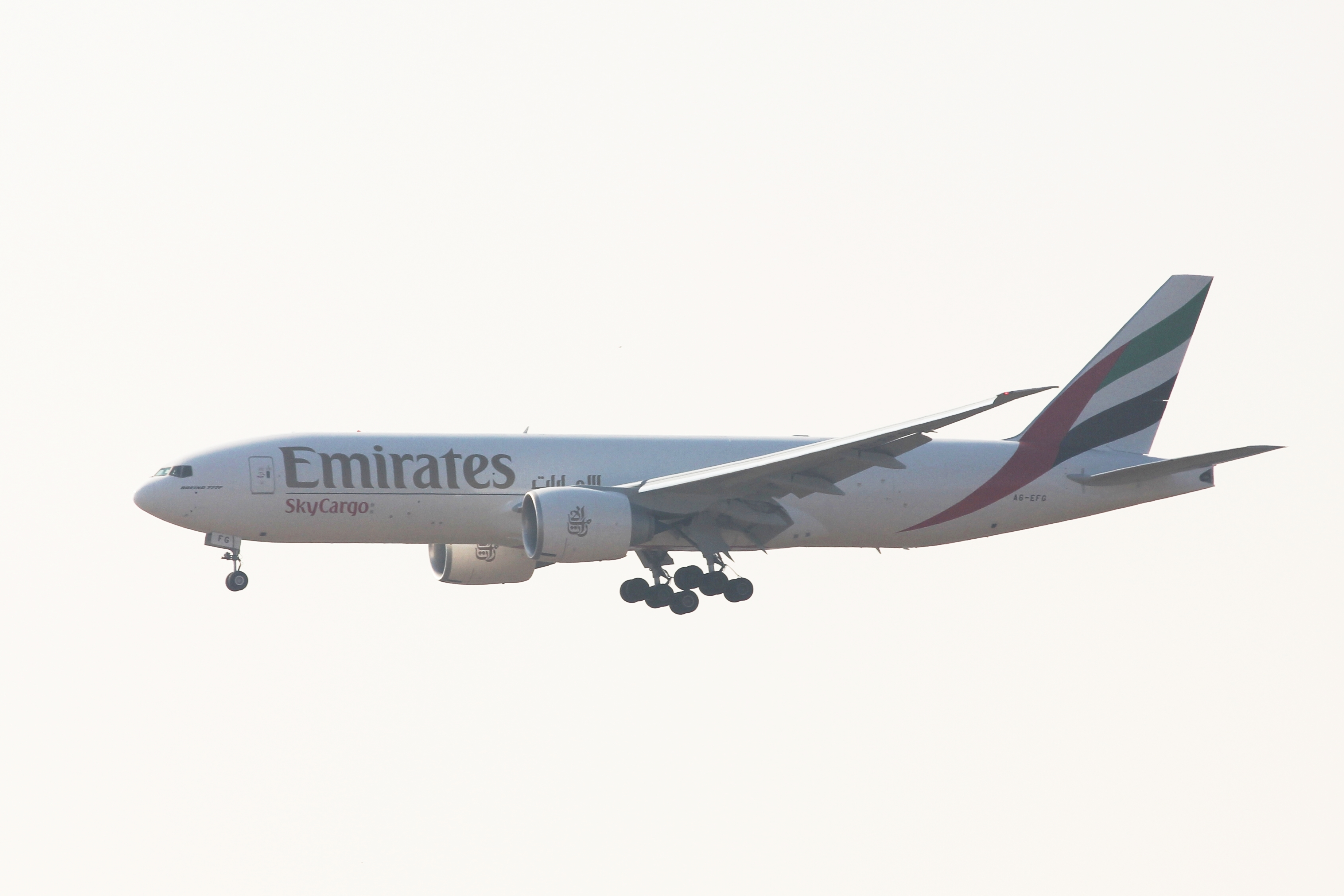
에미레이트 스카이카고의 보잉 777F

## 같이 보기
- 에미레이트 항공